# Tzatziki

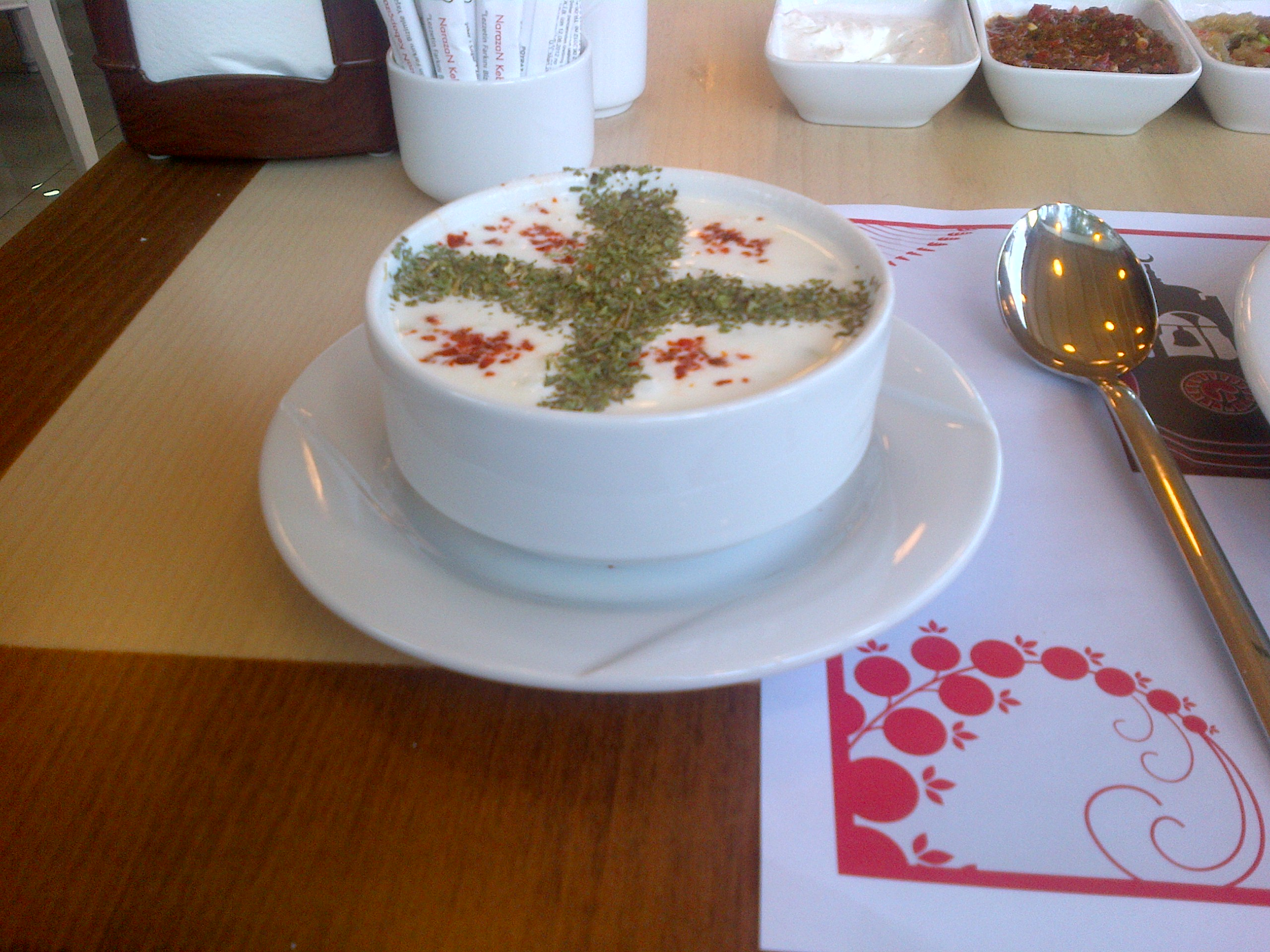
Cacık en un restaurante de Çankaya, Ankara.

El tzatziki (en griego se denomina "τζατζίκι"; también se puede encontrar transcrito como jajiki; en turco, cacık) es una salsa característica de las cocinas griega, turca y levantina, muy empleada en los meze.

## Orígenes
La palabra turca cacık encuentra sus orígenes en la palabra persa jāj ژاژ, que se refiere a ciertas hierbas aromáticas usadas para cocinar. Esta palabra aparece en los diccionarios otomanos desde el siglo XVII.

## Características
Los principales ingredientes del tzatziki son el yogur griego, mezclado con abundante pepino rallado, aceite de oliva, jugo de limón, o vinagre, ajo y, a veces: perejil, menta, pimienta o eneldo. Se sirve en un cuenco, frío o a la temperatura idónea del yogur.

## Variedades
- Cacık es un plato de la cocina turca[2] hecho a base de yogur, pepino, agua, y ajo. Se decora con hierbas y aceite de oliva virgen. Se puede definir como una sopa fría y es un plato generalmente consumido en verano, aunque existe su variante de invierno también.
- Tzatziki, la versión griega de cacık,[3] es una salsa a base de pepino y yogur, consumida en muchos platos, especialmente de carne.

## Preparación
Se mezcla el yogur con ajo molido y se le agrega agua y sal. Los pepinos se pelan y se cortan en cubos. Estos cubos se agregan a la mezcla y se sigue mezclando suavemente, a mano, sin dañar los pepinos. Cuando adquiere la densidad deseada se deja enfriar en el frigorífico. A la hora de servir, se le agrega un chorro de aceite de oliva virgen, sin mezclar, y se le decora con hierbas como orégano, tomillo y perejil o cilantro.
Tradicionalmente, en invierno el cacık se preparaba con lechuga en vez de pepino, debido a que antiguamente no se encontraban pepinos en esta época del año.

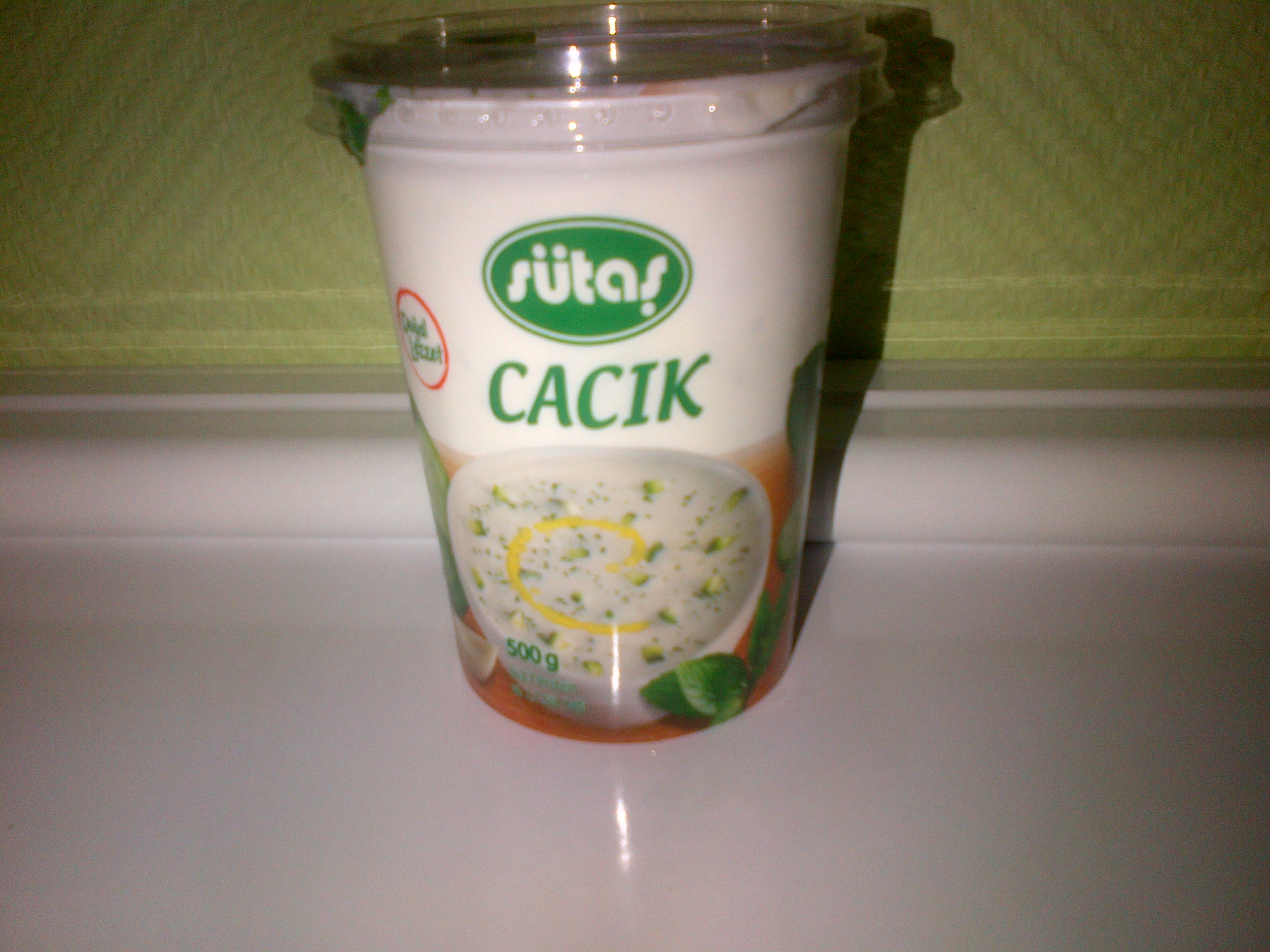
Cacık en venta en un supermercado de Turquía.

## Consumo
El cacık se puede consumir como una sopa de verano, al lado de platos de carne o el pilav, o simplemente como un meze. En este último caso se elabora con menos agua, o agregando hielo al yogur.

## Platos similares
- Tarator es el variante del cacık en varios países del entorno de los Balcanes y antiguos integrantes del desaparecido Imperio otomano.
- Un plato muy similar de la gastronomía iraní se denomina djadjik.